# Ève mitochondriale
Pour les articles homonymes, voir Ève (homonymie).
L'Ève mitochondriale, ou dernière ancêtre matrilinéaire commune, est le nom donné à la femme étant la plus récente ancêtre commune en ligne maternelle de l'humanité actuelle. Elle est la dernière femme dont les mitochondries ont été transmises à tous les humains actuels. L'Ève mitochondriale est l'équivalent féminin de l'Adam-Y, l'ancêtre commun le plus récent de l'humanité en ligne paternelle. L'Ève mitochondriale vivait en Afrique. En dépit des théories sur la vitesse de mutation (concept de l'horloge moléculaire) de l'ADN mitochondrial, son ancienneté reste débattue.

## Définition

### ADN mitochondrial
Les mitochondries sont des organites cellulaires qui ne sont transmis que par l'ovule de la mère. Seuls de très rares cas de transmission d'ADN mitochondrial par le père ont été rapportés. Une transmission paternelle de mitochondries a été observée chez des espèces de moules,. Si une transmission paternelle humaine était avérée, les mitochondries ne seraient pas un marqueur matrilinéaire aussi exclusif qu'on l'avait considéré.

### Lignée matrilinéaire
Bien que le nom biblique d'Ève lui ait été donné, l'Ève mitochondriale n'était pas la seule femme vivant à son époque, ni la seule femme ayant eu une descendance jusqu'à nos jours. Ce qui caractérise l'Ève mitochondriale, avec toutes ses ancêtres en ligne maternelle, est qu'elle est l'ancêtre de toute l'humanité actuelle par la ligne maternelle pure : de sa génération, seule l'Ève mitochondriale a produit une chaîne ininterrompue de filles jusqu'à aujourd'hui. Elle est la seule de laquelle tous les humains vivants descendent en ligne maternelle. Étant transmises de mère en fille et en fils, seules les mitochondries de cette femme (parmi celles de son époque) sont à l'origine des mitochondries que possèdent tout humain actuel.
En dehors de la ligne matrilinéaire, il existe des ancêtres communes à toute l'humanité actuelle qui sont bien plus récentes que l'Ève mitochondriale, et qui ont pu transmettre jusqu'à nos jours une partie de leur ADN nucléaire. Par exemple, quelque ancêtre commune plus récente doit avoir transmis un gène qui spécifie une sous-unité d'ARN dans les ribosomes[réf. souhaitée]. Cependant, puisque la reproduction mêle l'ADN nucléaire des chromosomes transmis par les deux parents, une ancêtre commune plus récente que l'Ève mitochondriale est difficile à définir d'une manière non arbitraire, et la plus récente est difficile à identifier.

## Analogie avec l'Adam Y-chromosomique
Il a existé par ailleurs un homme, l'Adam Y-chromosomique, ayant engendré une lignée masculine ininterrompue jusqu'à nos jours et qui est l'aïeul patrilinéaire de tous les humains actuels. Fulvio Cruciani a daté en 2011 cet « Adam » d'environ 142 000 ans, mais d'autres estimations ont été proposées.
Si l'Adam-Y et l'Ève-mt ne sont pas les premiers Homo sapiens, seuls leurs génomes Y et mitochondrial ont été transmis jusqu'à nos jours, les autres lignées agnatiques et cognatiques humaines s'étant éteintes sans descendance à des époques ultérieures.
Les estimations du temps écoulé depuis le dernier ancêtre commun ont été généralement plus faibles pour le chromosome Y (entre 60 000 et 200 000 ans) que pour l'ADNmt (entre 140 000 et 240 000 ans),.

## Origine africaine

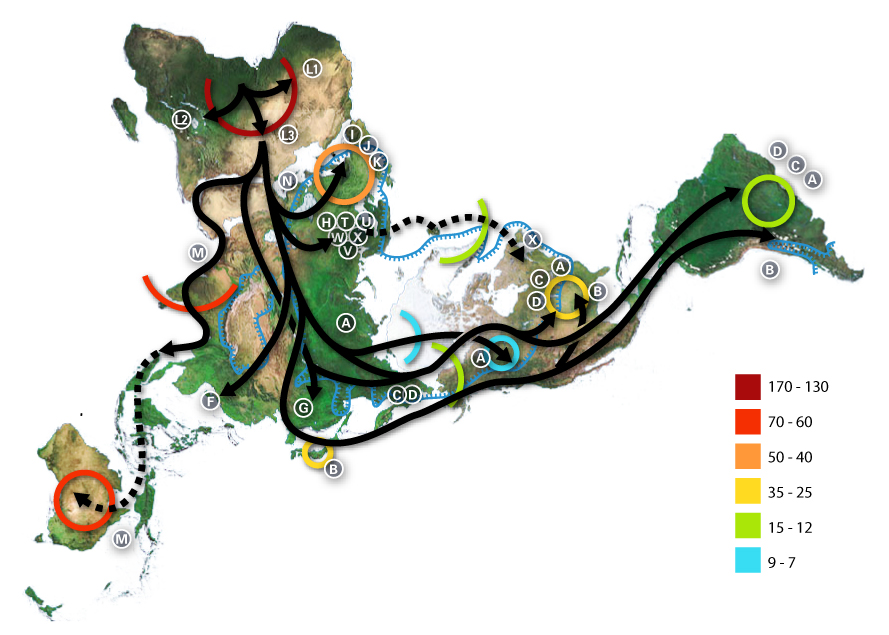
Les grandes migrations préhistoriques dHomo sapiens reconstituées sur la base de l'ADNmt (datations en milliers d'années avant le présent)

L'Ève mitochondriale est une Ève africaine. Les « arbres généalogiques » (ou « phylogénies ») établis sur la base des comparaisons des ADN mitochondriaux montrent que les humains vivants dont les lignages mitochondriaux constituent les premières branches de l'arbre sont les populations indigènes d'Afrique, tandis que les lignages des peuples non africains naissent tous d'une seule lignée africaine, que l'on désigne sous le nom d'haplogroupe L3 (ADNmt).
C'est parmi les populations africaines que l'on trouve la plus grande diversité d'ADN mitochondrial, certaines lignées n'existant qu'en Afrique. Cette diversité n'aurait pas pu s'accumuler ainsi si les humains n'avaient pas vécu bien plus longtemps en Afrique que n'importe où ailleurs.
L'analyse des séquences du chromosome Y a donné des résultats convergents montrant également l'origine africaine de l'Adam Y-chromosomique.

## Dans la culture populaire
Dans Le livre perdu des sortilèges, tome 1, de Deborah Harkness, le chapitre 36 évoque l'Eve mitochondriale , ses sept filles comme ancêtres de la population européenne occidentale.
- Dans le dernier épisode de la saison 4 de Battlestar Galactica, lorsque l'humanité vient s'établir sur Terre, l'Ève mitochondriale est présentée comme étant la fille d'un père humain et d'une mère cylon, un organisme synthétique.
- La franchise de jeux-vidéo Parasite Eve fait également référence à l’Ève mitochondriale[réf. nécessaire].